# مؤسسية حديثة
المؤسسية الحديثة هي مدرسة فكرية تركز على تطوير نظرة اجتماعية عن المؤسسات، وطريقة تفاعلها، وتأثيرها على المجتمع. توفر هذه المدرسة طريقة أخرى لرؤية المؤسسات خارج النطاق الاقتصادي التقليدي، إذ تفسر السبب والكيفية التي تظهر بها المؤسسة في سياقٍ معين. ترى النظرة المؤسسية أن المؤسسات تطورت لتصبح متشابهة فيما بينها (التشابك التقابلي) بالرغم من أنها بدأت بطريقة مختلفة، وتدرس تأثيرها على ممثلي المجتمع (الناس، والمنظمات، والحكومة).
تختلف المؤسسية الاجتماعية الحديثة عن علم الاقتصاد المؤسسي الحديث والمؤسسية الحديثة في علم السياسة برغم ارتباطها بها.
تفترض المؤسسية الحديثة أن المؤسسات تعمل في بيئةٍ مفتوحة تضم المؤسسات الأخرى، يطلَق عليها البيئة المؤسسية. تتأثر كل مؤسسة بالبيئة الأكبر (ضغط النظائر المؤسسي). في هذه البيئة، تهدف المنظمات بشكلٍ رئيسي إلى البقاء واكتساب الشرعية. ولفعل هذا، عليها فعل أكثر من مجرد النجاح اقتصاديًا، ينبغي أن تُثبت مشروعيتها في عالم المؤسسات.
تتعامل معظم الأبحاث في مجال المؤسسية الحديثة مع الأثر الهائل للمؤسسات على السلوك الإنساني، عن طريق القواعد والمعايير وأُطر العمل الأخرى. افترضت النظريات السابقة أن المؤسسات تدفع الفرد للتصرف بإحدى طريقتين: إما أن يعزو أهمية قصوى للفوائد (في المؤسسات النظامية، أو كما يُعرَف بمؤسسية الاختيار العقلاني) مثل نظرية الاختيار العقلي، أو ينبع تصرفه من حسّ الواجب ووعيه بما ينبغي عليه فعله (المؤسسات الأخلاقية، أو ما يُطلَق عليه المؤسسية التاريخية). من الإسهامات المهمة أيضًا للمؤسسية الحديثة أنها أضافت نزعة فكرية. تبعًا لوجهة النظر هذه، يتصرف الأفراد انطلاقًا من المفاهيم والمبادئ لا القواعد والفروض الإلزامية.
طبقًا لعالم الاجتماع التنظيمي الشهير ريتشارد سكوت: «تحدث الطاعة في كثير من الظروف لأن أي نمط سلوكي آخر غير وارد، يُتبع الروتين لأنه من المسلمات (مثل الطريقة التي نؤدي بها تلك الأشياء)، فيما يُطلق عليه أيضًا المؤسسية الاجتماعية.
لا يقوم الأفراد باختيارات معينة، أو يرتكبوا أفعالًا ما بسبب خوفهم من العقاب أو محاولتهم الالتزام، كما لا يقومون بها لأنها مناسبة أو لشعورهم بنوعٍ من الالتزام المجتمعي. في الواقع يقومون بكل ذلك -في نظر المؤسسية الحديثة- لأنهم لا يتصورون وجود أي بديل آخر.
في مقالٍ نُشر عام 1990، يصور تيري كارل المؤسسات أنها تلزم التفضيلات والاختيارات السياسية للشعبة العالية من الممثلين في المرحلة الانتقالية. التركيز على الاقتصاد في هذا المقال أمرٌ مضلل، المؤسسات هي السياسة، هي المادة التي تكونها والوسيلة التي تحركها.
وُلدَت المؤسسية الحديثة استجابةً للثورة السلوكية. عندما ننظر للمؤسسات بشكلٍ أوسع باعتبارها منظمات اجتماعية، وبالأخذ في الاعتبار التأثير الذي تحمله على تفضيلات الناس وتصرفاتهم، ابتعدت المؤسسية الحديثة عن جذورها المؤسسية (أو التاريخية بالوصف القانوني الرسمي)، وأصبحت أكثر نظامًا داخل السياسة.

## التاريخ
كانت دراسة المؤسسات وتفاعلاتها -وما زالت- محل اهتمام البحث العلمي لسنواتٍ طويلة. في نهايات القرن التاسع عشر وأوائل القرن العشرين، بدأت النظريات الاجتماعية بتنظيم هذا المجسم الأدبي. من أكثر الأمثلة البارزة عن ذلك عمل الاقتصادي وعالم الاجتماع الألماني ماكس فيبر. ركز ويبر على البناء التنظيمي (البيروقراطية) في المجتمع، والمؤسساتية الناشئة عن وسائل القفص الحديدي الذي تخلقه البيروقراطية التنظيمية. سادت دراسة المؤسسات السياسية في علم السياسة في بريطانيا والولايات المتحدة أثناء فترة الخمسينيات. ركز هذا النهج -الذي يُطلَق عليه أحيانًا المؤسسية القديمة- على تحليل مؤسسات الحكومة والدولة الرسمية بشكلٍ نسبي. تُبع بثورةٍ سلوكية والتي طرحت طرقًا جديدة للتحليل السياسي، مثل: الفلسفة الوضعية، ونظرية الاختيار العقلاني، والسلوكية، وسُلط الضوء على تحليل الأفراد بدلًا من التركيز بشكلٍ ضيق على المؤسسات المحيطة بهم.
انتعشت المؤسسية بقوة مجددًا عام 1977 عن طريقة ورقة بحثية مؤثرة نشرها جون دبليو. ماير بجامعة ستانفورد، تعاونًا مع طالب الدكتوراه لديه في ذلك الوقت براين روان. النسخة المُنقَحة المعروضة في هذا المقال من المؤسسية قامت بنقلة عظيمة في الطريقة التي كان يُؤدى بها التحليل المؤسسي. عُرف البحث اللاحق بالمؤسسية الحديثة، المفهوم الذي يُشار إليه بشكلٍ عام في الكتابات الأكاديمية بالنيو مؤسساتية.
حدثت إعادة صياغة مهمة أخرى للنظرية في أوائل الثمانينات، عندما قام بول ديماجيو ووالتر دبليو بويل بإعادة زيارة قفص ويبر الحديدي. شهد العقد التالي ثورة أدبية عن هذا الموضوع على مختلف الأنظمة، بما فيها الموجودة خارج نطاق العلوم الاجتماعية. يمكننا أن نجد أمثلة عن أهم أعمال العقد التالي في المقتطفات الخاصة بديماجو وبويل في علم الاجتماع والاقتصاد، ويعد عمل دوغلاس نورث الفائز بجائزة نوبل من الأمثلة البارزة كذلك.

## المجالات الفرعية
تركز المؤسسية الحديثة على مختلف الاهتمامات، وتستجلب الإلهام من أنظمةٍ عديدة. تلقي المقاطع الآتية الضوء بشكلٍ بسيط على أهم أنواع الدراسات المؤسسية الحديثة.

### المؤسسية التجريبية
تدرس هذه النظرية ما إن كان للمؤسسات أهمية حقيقية أم لا. على سبيل المثال، من الأسئلة التي تتعامل معها المؤسسية التجريبية هو إن كان النظام الرئاسي والبرلمان نظامًا أفضل أم لا.[بحاجة لمصدر]

### المؤسسية الاجتماعية
المؤسسية الاجتماعية شكل من أشكال المؤسسية التي تبحث في «الطريقة التي تشكل بها المؤسسات معنىً للأفراد، موفرةً بذلك حجر أساسٍ مهم للمؤسسية المعيارية».

### المؤسسية النسوية
المؤسسية النسوية هي نهجٌ جديد في المؤسسية الحديثة والذي يبحث في «كيفية تطبيق المبادئ الجنسية في المؤسسات، وكيف تبني العمليات المؤسسية قوى العمل الجنسية وتحافظ عليها».